# Vanderson de Oliveira Campos
Vanderson de Oliveira Campos, mais conhecido como Vanderson (Rondonópolis, 21 de junho de 2001), é um futebolista brasileiro que atua como lateral-direito. Atualmente, defende o Monaco.

## Carreira

### Antecedentes
Nascido em Rondonópolis, no Mato Grosso, Vanderson deu seus primeiros passos no futebol nas categorias de base do Rondonópolis, aos 11 anos de idade. Inicialmente, Vanderson atuava como meio-campista nos seus primeiros anos no futebol. Porém, aos 16 anos, foi liberado do time mato-grossense. Depois disso, fez testes no Londrina, Santos, Atlético Mineiro e Fluminense, não conseguindo ser aprovado em nenhum desses testes e quase largou o futebol.
No entanto, o jovem recebeu uma chance de fazer uma avaliação no Rio Branco-SP por meio de um projeto que tinha Sandro Hiroshi como um dos responsáveis. Depois disso, passou a ser agenciado pelo ex-jogador. Aprovado no time do interior paulista, ele chegou como meia, mas foi deslocado para a lateral-direita na disputa do Campeonato Paulista Sub-17 de 2018.
Vanderson disputou o Campeonato Paulista Sub-17 e despertou o interesse de olheiros do Palmeiras e Fluminense, que sondaram Sandro Hiroshi. Até que o Grêmio assistiu a dois jogos de Vanderson e foi levado pra fazer testes no clube de Porto Alegre, onde foi aprovado e integrado ao time sub-17 ainda em 2018.
Ele jogou pelo sub-20 e se destacou na Copa São Paulo de Futebol Júnior de 2019 até chegar ao time de transição gremista. Em 2020, ele subiu para completar os treinos do elenco profissional. Em junho do mesmo ano, renovou seu contrato com o Grêmio, com o vínculo indo até o final de 2023, com uma cláusula automática de renovação por mais um ano. Além disso, o Vanderson recebeu uma valorização salarial com alterações no bônus e metas.

### Grêmio

#### 2020
No dia 18 de dezembro de 2020, o Grêmio anunciou a ampliação do contrato de Vanderson até o fim de 2024. Além disso, tendo uma multa rescisória na casa dos 50 milhões de euros (Cerca de 315,6 milhões de reais). E no final do mesmo ano, o titular do Grêmio era Orejuela. Mas ele se lesionou e deu a vaga para Victor Ferraz, que não teria um reserva imediato. Orejuela não renovou o seu contrato de empréstimo, também estava descartada uma improvisação. Portanto, Vanderson subiu do time sub-23 e foi integrado ao time profissional.
Vamderson fez sua estreia profissional no dia 27 de dezembro de 2020, entrando como titular em uma vitória em casa por 2–1 sobre o Atlético Goianiense, pelo Campeonato Brasileiro de 2020. Fez seu primeiro gol na carreira no dia 6 de janeiro de 2021, em uma vitória em casa sobre o Bahia. Esteve como titular no segundo jogo da final da Copa do Brasil de 2020, onde o Grêmio foi derrotado para o Palmeiras por 2–0.

#### 2021
Vanderson fez sua estreia na temporada 2021 no dia 3 de março, entrando como titular em uma vitória em casa por 4–1 sobre o Brasil de Pelotas, pelo Campeonato Gaúcho de 2021. Fez seu primeiro gol na temporada no dia 24 de abril, na vitória fora de casa por 3–2 sobre o Ypiranga de Erechim. No dia 9 de junho, o Grêmio anunciou a renovação do contrato de Vanderson até o final de 2025.
Apesar do Grêmio ter sido rebaixado no Campeonato Brasileiro de 2021, Vanderson foi um dos destaques da equipe, chegando até a ser sondado por clubes europeus. Chegou até a ter uma transferência encaminhada para o clube inglês Brentford, mas no final, foi vendido ao Monaco.

### Monaco

#### 2021–22
No dia 1 de janeiro de 2022, Vanderson foi anunciado como a nova contratação do Monaco, por um contrato de cinco anos. A venda foi por cerca de 11 milhões de euros (Quase 70 milhões de reais), com o valor podendo aumentar mais 3 milhões de euros a cada temporada, a depender de metas contratuais. Fez sua estreia pelo clube no dia 9 de janeiro, entrando como substituto em um empate fora de casa por 0–0 com o Nantes, pela Ligue 1 de 2021–22. Fez seu primeiro gol pelo Mônaco no dia 23 de janeiro, em uma derrota fora de casa por 3–2 para o Montpellier.
Vanderson fez parte de uma campanha surpreendente do Monaco na temporada. Quando chegou em janeiro, o time estava no meio da tabela da Ligue 1 de 2021–22. Nos últimos 10 jogos da competição, foram nove vitórias e um empate, que renderam a terceira posição e a vaga para a disputa das rodadas preliminares da Liga dos Campeões da UEFA de 2022–23. Neste período, Vanderson atuou mais no meio-campista por conta da concorrência na equipe do técnico Philippe Clement.

#### 2022–23
Fez sua estreia na temporada no dia 2 de agosto de 2022, entrando como titular em um empate em casa por 1–1 com o PSV Eindhoven, pela terceira pré-eliminatória da Liga dos Campeões da UEFA de 2022–23.
Vanderson se firmou rapidamente como titular do time, graças a sua versatilidade, que lhe permite jogar em uma posição mais adiantada em campo. No dia 17 de agosto, o Monaco anunciou a renovação do contrato de Vanderson, com o novo contrato válido até 2027. Seu único gol na temporada aconteceu no dia 2 de abril de 2023, em uma vitória em casa por 4–3 sobre o Strasbourg, pela Ligue 1 de 2022–23.
Por ser um dos principais destaques do Monaco na temporada, Vanderson recebeu propostas de clubes como Barcelona, Manchester United e Newcastle. Todas foram recusadas pelo clube, mas o clube que chegou mais próximo de garantir sua contratação foi o Manchester United. O clube inglês ofereceu 40 milhões de euros ao Mônaco pelo jogador. O clube francês recusou a investida, com a pedida de 55 milhões de euros.

#### 2023–24
Sua estreia na temporada aconteceu no dia 13 de agosto de 2023, entrando como titular em uma vitória por 4–2 sobre o Clermont Foot, onde marcou um gol, na primeira rodada da Ligue 1 de 2023–24.
O jogador foi convocado à Seleção Brasileira de Futebol em outubro de 2023. No entanto, bem como seu colega de equipe Caio Henrique, Vanderson lesionou-se e não pôde estar com a equipe comandada por Fernando Diniz. Em dezembro daquele ano, após retornar de lesão, marcou um gol diante o Rennes; e foi expulso após receber dois cartões amarelos ao longo da partida. Em fevereiro de 2024, o defensor machucou-se novamente e perdeu seis partidas até finalmente estar em campo de novo.
Ao entrar no gramado do Stade Saint-Symphorien, após sua lesão, o brasileiro estufou as redes do Football Club de Metz e ajudou o Mônaco a vencer a partida por 5 a 2, na 27ª rodada da Ligue 1.
Vanderson terminou a temporada sem títulos, e sem entrar em campo nas duas últimas rodadas da Liga Francesa por opção do treinador. O lateral marcou três gols e deu uma assistência (todas pela Ligue 1) em 23 partidas disputadas.

## Seleção Brasileira

### Sub-20
No dia 24 de novembro de 2020, Vanderson foi convocado pela primeira vez para a Seleção Brasileira Sub-20 para a disputa do quadrangular internacional na Granja Comary com Chile, Bolívia e Peru.

### Principal
No dia 28 de maio de 2023, Vanderson foi convocado pela primeira vez para a Seleção Brasileira principal pelo técnico Ramon Menezes para a disputa dos amistosos contra Guiné e Senegal. Fez sua estreia no dia 17 de junho, entrando como substituto em uma vitória por 4–1 em um amistoso contra Guiné, no RCDE Stadium, em Barcelona.

## Estilo de jogo
Vanderson é lateral-direito, mas pode atuar como meia-direita ou ponta-direita em algumas oportunidades. Bom cruzador e excelente no passe, ele também tem qualidade no domínio orientado e na aceleração. Durante sua passagem pelo Monaco, melhorou a sua parte defensiva com a adaptação ao novo clube, sendo um dos destaques da equipe durante a sua passagem.

## Estatísticas
Atualizado até 15 de setembro de 2024.

### Clubes
| Equipe            | Temporada         | Campeonato nacional | Campeonato nacional | Campeonato nacional | Copa nacional[a] | Copa nacional[a] | Copa nacional[a] | Competições continentais[b] | Competições continentais[b] | Competições continentais[b] | Outros torneios[c] | Outros torneios[c] | Outros torneios[c] | Total | Total | Total   |
| Equipe            | Temporada         | Jogos               | Gols                | Assist.             | Jogos            | Gols             | Assist.          | Jogos                       | Gols                        | Assist.                     | Jogos              | Gols               | Assist.            | Jogos | Gols  | Assist. |
| ----------------- | ----------------- | ------------------- | ------------------- | ------------------- | ---------------- | ---------------- | ---------------- | --------------------------- | --------------------------- | --------------------------- | ------------------ | ------------------ | ------------------ | ----- | ----- | ------- |
| Grêmio            | 2020              | 5                   | 1                   | 0                   | 2                | 0                | 0                | —                           | —                           | —                           | —                  | —                  | —                  | 7     | 1     | 0       |
| Grêmio            | 2021              | 30                  | 3                   | 2                   | 5                | 0                | 0                | 5                           | 0                           | 0                           | 12                 | 1                  | 2                  | 52    | 4     | 4       |
| Grêmio            | Total             | 35                  | 4                   | 2                   | 7                | 0                | 0                | 5                           | 0                           | 0                           | 12                 | 1                  | 2                  | 59    | 5     | 4       |
| Monaco            | 2021–22           | 17                  | 2                   | 1                   | 3                | 0                | 2                | 2                           | 0                           | 0                           | —                  | —                  | —                  | 22    | 2     | 3       |
| Monaco            | 2022–23           | 31                  | 1                   | 5                   | 0                | 0                | 0                | 8                           | 0                           | 0                           | —                  | —                  | —                  | 39    | 1     | 5       |
| Monaco            | 2023–24           | 20                  | 3                   | 1                   | 3                | 0                | 0                | —                           | —                           | —                           | —                  | —                  | —                  | 23    | 3     | 1       |
| Monaco            | 2024–25           | 6                   | 1                   | 1                   | 0                | 0                | 0                | 2                           | 0                           | 2                           | —                  | —                  | —                  | 8     | 1     | 3       |
| Monaco            | Total             | 74                  | 7                   | 8                   | 6                | 0                | 2                | 12                          | 0                           | 2                           | 0                  | 0                  | 0                  | 92    | 7     | 13      |
| Total na carreira | Total na carreira | 109                 | 11                  | 10                  | 13               | 0                | 2                | 17                          | 0                           | 2                           | 12                 | 1                  | 2                  | 151   | 12    | 17      |

- a. ^ Jogos da Copa do Brasil e da Copa da França
- b. ^ Jogos da Copa Libertadores da América, da Copa Sul-Americana, da Liga Europa da UEFA e da Liga dos Campeões da UEFA
- c. ^ Jogos do Campeonato Gaúcho